# Ỻ
Pour les articles homonymes, voir LL.
Ỻ (minuscule : ỻ), appelé ligature double L, est une ligature utilisée dans le moyen gallois au Moyen Âge, représentant la consonne fricative latérale alvéolaire sourde /ɬ/, aujourd’hui écrit avec le digramme double L ‹ ll ›.

## Utilisation

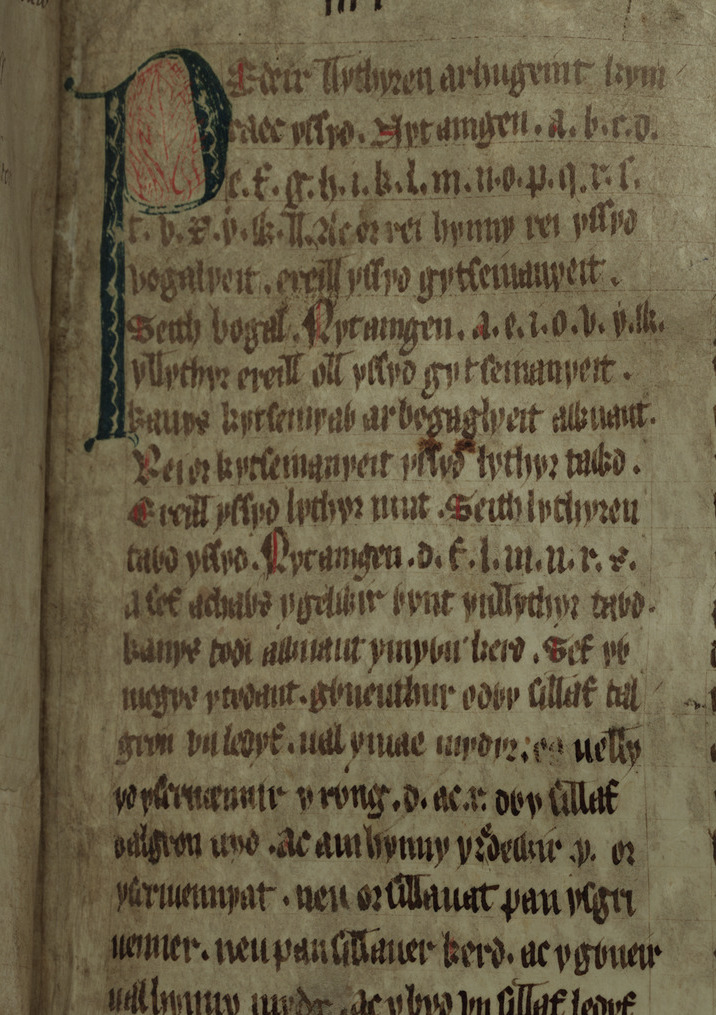
Alphabet gallois dans le Livre rouge de Hergest.
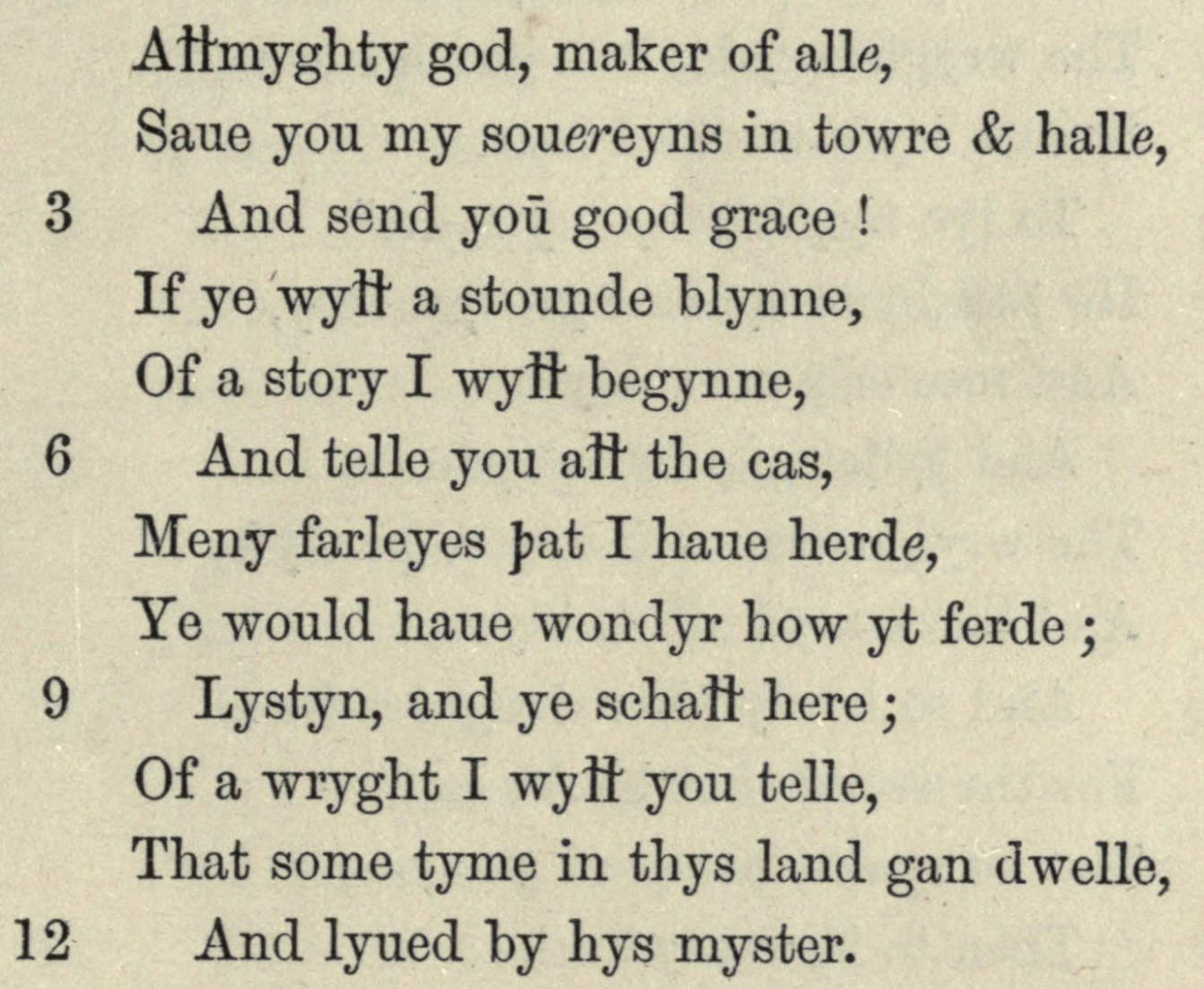
Premières 12 lignes de The Wright's Chaste Wife dans un ouvrage de Frederick J. Furnivall publié en 1865.

On retrouve la ligature double l dans le premier alphabet gallois, mentionné dans le Livre rouge de Hergest (circa 1382-1410) : a, b, c, d, e, f, g, h, i, k, l, m, n, o, p, q, r, s, t, v, x, y, w, ỻ.

Elle est utilisée pour différencier le /ɬ/ (‹ ll › en gallois moderne) du double l dans certains manuscrits gallois du Moyen Âge, ou encore dans des ouvrages plus récent comme la grammaire galloise A Welsh grammar de 1913 par John Morris Jones.

## Représentations informatiques
La ligature double l peut être représenté avec les caractères Unicode suivants (Latin étendu additionnel) :
| formes    | représentations | chaînes de caractères | points de code | descriptions                              |
| --------- | --------------- | --------------------- | -------------- | ----------------------------------------- |
| capitale  | Ỻ               | Ỻ                     | U+1EFA         | lettre majuscule latine ligature double l |
| minuscule | ỻ               | ỻ                     | U+1EFB         | lettre minuscule latine ligature double l |